# 彼得·耶勒斯·特勒斯特拉

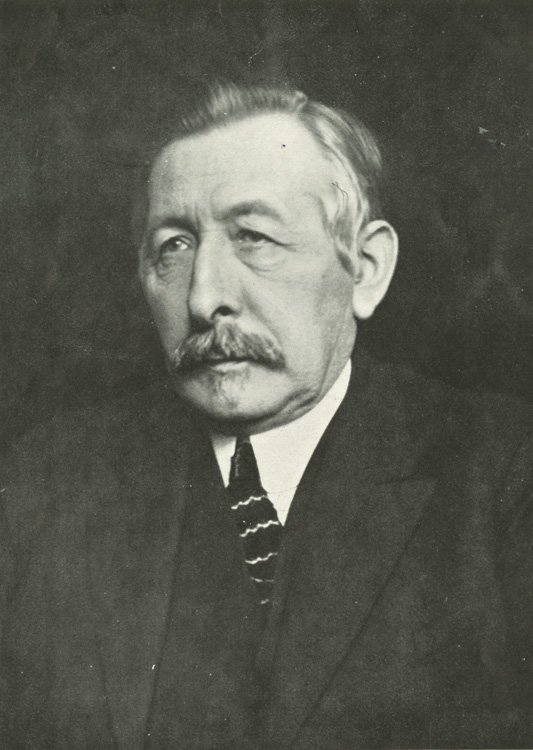
彼得·耶勒斯·特勒斯特拉

彼得·耶勒斯·特勒斯特拉（荷蘭語： 1860年4月20日—1930年5月12日）荷兰律师、记者、政治家、弗里斯兰语诗人，积极参加工人运动和争取普选权的运动，他建立了荷兰社会民主工党（荷兰工党前身），后一度成为当时荷兰第二大党。1913年在国会二院中推动了对失业保险的立法，1917年推动修改宪法，加入了男性普选权的内容，后又推动女性普选权，1919年实现养老保险立法。他的党采用了政策上半革命，策略上走议会制道路的方式。1918年11月试图倒阁时受挫，党内地位急剧下降。2004年最伟大的荷兰人中排第84位。